# 冥契的牧神节
《冥契的牧神节》是由UGUISU KAGURA在2021年2月26日發售的成人遊戲。2022年6月23日ENTERGRAM發售PlayStation 4及Nintendo Switch版。

## 故事
描述曾作為天才童星出道男主角瀨和環因為在新生歡迎會看到由學生劇團臨時舉辦的突擊表演後開始的故事。

## 登場人物
瀨和環
男主角。曾作為天才童星出道。深爱着戏剧。
架橋琥珀（聲：奏雨）
全方位型女演员。
匂宮巡（聲：小波すず）
原「迷途」剧团团长的孙女。看板娘。
箱鳥理世（聲：花澤櫻）
剧团「迷途」的事务员。曾是一名演员。
天使奈奈菜
知名前演員天使美嘉的丈夫外遇所生女兒。
折原氷狐（聲：御苑生芽衣）
女演员。已故。
倉科双葉
瀨和環的青梅竹马。少女爱好者。讨厌男性。
龍木悠苑（聲：歩サラ）
剧团「迷途」成員。擅长妖艳演技。
白坂花（聲：飴川紫乃）
剧团「迷途」的服装制作負責人。
天樂来來
代理剧团的主席。对戏剧有热情。
椎名朧
剧团「迷途」成員。

## 評價
《冥契的牧神節》在Getchu.com舉辦的「美少女遊戲大賞2021」中獲得綜合部門第3名、劇本部門第1名、音樂部門第6名、影片部門第4名。

## 外部連結
- 官方网站（日語）
- NS版/PS4版（日語）
- 《冥契的牧神节》在視覺小說數據庫的頁面 （英文）